# Teppei Nishiyama
Teppei Nishiyama (西山 哲平 Nishiyama Teppei?), född 2 februari 1975 i Chiba prefektur, är en japansk före detta fotbollsspelare.
Nishiyama började sin karriär 1992 i Criciúma EC. 1993 flyttade han till Bellmare Hiratsuka. Med Bellmare Hiratsuka vann han japanska cupen 1994. 2000 flyttade han till Montedio Yamagata. Efter Montedio Yamagata spelade han för Oita Trinita. Med Oita Trinita vann han japanska ligacupen 2008. Han avslutade karriären 2009.